# Mimotetrorea spinipennis
Mimotetrorea spinipennis là một loài bọ cánh cứng trong họ Cerambycidae.